# سفارت اسرائیل در واشینگتن
سفارت اسرائیل در واشینگتن، دی.سی. نمایندگی دیپلماتیک اسرائیل در واشینگتن، دی. سی.، پایتخت ایالات متحده آمریکا است که در شماره ۳۵۱۴ اینترنشنال درایو در بخش شمال غربی واشینگتن واقع شده‌است. هم‌اکنون مایکل هرتزوگ، مقام سفیر اسرائیل در ایالات متحده را عهده‌دار است.

## تاریخچه
الیاهو ایلات نخستین سفیر اسرائیل در ایالات متحده آمریکا بود. وی به مدت ۲ سال این مقام را در اختیار داشت. آبا اِبن دومین سفیر اسرائیل در ایالات متحده آمریکا بود. وی به مدت ۱۰ سال این مقام را در اختیار داشت.
در ۲۵ فوریه ۲۰۲۴ میلادی، آرون بوشنل، سرباز نیروی هوایی ایالات متحده آمریکا در اعتراض به «نسل‌کشی و حمایت آمریکا از اسرائیل در جنگ اسرائیل-حماس» در مقابل ساختمان سفارت اسرائیل در واشینگتن، اقدام به خودسوزی کرد.

## سفرا
1. الیاهو ایلات
2. آبا اِبن
3. آوراهام هارمن
4. اسحاق رابین
5. سیمچا دینیتز
6. دنی آیالون
7. مایکل اورن
8. ران درمر
9. گیلاد اردان
10. از نوامبر ۲۰۲۱ میلادی، سرتیپ مایکل هرتزوگ، سفیر اسرائیل در ایالات متحده است.[۱]